# Depresja odwiertu
Depresja odwiertu lub depresja studni – różnica między ciśnieniem na zewnętrznym brzegu cylindrycznej strefy drenażu odwiertu w warstwie porowatej {\displaystyle P_{e}} a ciśnieniem na ściance odwiertu {\displaystyle P_{w}.}

## Związek depresji z wielkością produkcji odwiertu
Dla odwiertów ekploatacyjnych wielkość depresji jest dodatnia; dla odwiertów zatłaczających wielkość depresji jest ujemna.
Zgodnie z formułą na wielkość produkcji pojedynczego odwiertu
{\displaystyle Q={\frac {2\pi Kh}{\mu }}\,{\frac {P_{e}-P_{w}}{\ln(R_{e}/R_{w})}}}
wielkość produkcji {\displaystyle Q} jest wprost proporcjonalna do wielkości jego depresji {\displaystyle P_{e}-P_{w}.} W powyższym wzorze {\displaystyle R_{e}} oznacza promień zewnętrzny cylindrycznej strefy drenażu odwiertu, {\displaystyle R_{w}} – promień odwiertu, {\displaystyle K} – przepuszczalność warstwy porowatej, {\displaystyle h} – miąższość warstwy porowatej, {\displaystyle \mu } – lepkość dopływającego płynu.
Zwiększenie wielkości depresji powoduje zwiększenie wielkości produkcji odwiertu; jednakże depresji nie można zwiększać w sposób nieograniczony, gdyż po przekroczeniu pewnej granicy następuje uszkodzenie strefy przyodwiertowej. Dlatego też na wielkość depresji lub na wielkość produkcji odwiertu nakładane jest ograniczenie, którego wielkość ustalana jest indywidualnie na podstawie praktyki ekploatacyjnej.